# Cladonia mediterranea
Cladonia mediterranea P.A. Duvign. & Abbayes (1947), è una specie di lichene appartenente al genere Cladonia,  dell'ordine Lecanorales.
Il nome proprio deriva dal mar Mediterraneo ad indicare l'areale.

## Caratteristiche fisiche
Il sistema di riproduzione è prevalentemente sessuale. Il fotobionte è principalmente un'alga verde delle Trentepohlia, di preferenza una Trebouxia.

## Habitat
Questa specie si adatta soprattutto a climi di tipo mediterraneo e macaronesiano. Rinvenuta fra muschi pleurocarpi in luoghi protetti dalla luce diretta. Attualmente la diffusione è limitata a pochi habitat costieri, tanto da farla ritenere specie in via di estinzione. Predilige un pH del substrato intermedio fra molto acido e subneutro fino a subneutro puro. Il bisogno di umidità è alquanto igrofitico.

## Località di ritrovamento
La specie è stata rinvenuta nelle seguenti località:
- Isole Canarie, Madera, Marocco, Portogallo, Regno Unito, Spagna, Tunisia.

In Italia questa specie di Cladonia è estremamente  rara: 
- Trentino-Alto Adige, non è stata rinvenuta
- Val d'Aosta, non è stata rinvenuta
- Piemonte, non è stata rinvenuta
- Lombardia, non è stata rinvenuta
- Veneto, non è stata rinvenuta
- Friuli, non è stata rinvenuta
- Emilia-Romagna, non è stata rinvenuta
- Liguria, estremamente rara lungo l'intero arco ligure, nelle zone litorali
- Toscana, estremamente rara lungo i litorali e nelle zone umide risalenti l'Arno; non rinvenuta altrove
- Umbria, non è stata rinvenuta
- Marche, non è stata rinvenuta
- Lazio, estremamente rara lungo i litorali e nelle zone umide della provincia di Roma; non rinvenuta altrove
- Abruzzi, non è stata rinvenuta
- Molise, non è stata rinvenuta
- Campania, non è stata rinvenuta
- Puglia, non è stata rinvenuta
- Basilicata, non è stata rinvenuta
- Calabria, non è stata rinvenuta
- Sicilia, estremamente rara in poche località del messinese e ragusano
- Sardegna, estremamente rara, rinvenuta solo nelle località litorali del Golfo dell'Asinara, nei dintorni di Alghero, sul litorale oristanese e sul litorale dirimpetto l'Isola di Sant'Antioco.[2]

## Tassonomia
Questa specie non è attribuita ancora ad una sezione; a tutto il 2008 non sono state identificate forme, sottospecie e varietà.